# GR-121
El GR-121, conocido también como Vuelta de Guipúzcoa, es un sendero de Gran Recorrido que transcurre por la periferia de la provincia de Guipúzcoa (País Vasco, España). La ruta puede realizarse en ambos sentidos, si bien sus 15 etapas están enumeradas en sentido antihorario comenzando desde Fuenterrabía.

## Etapas
Las etapas de la GR 121 están divididas en 3 senderos:
- Talaia ibilbidea: desde Fuenterrabía hasta Saturrarán (Motrico), por la costa.
- Bizkar ibilbidea: desde Motrico hasta el Santuario de Aránzazu por la frontera con Vizcaya primero y Álava después.
- Epaipide ibilbidea: desde el puerto de Lizarrusti hasta Behovia.

Estas son las 15 etapas del recorrido:
- Etapa 1 - Talaia ibilbidea: Fuenterrabía - Pasajes. Longitud: 21.8 km. Duración: 7:30 horas.[1]
- Etapa 2 - Talaia ibilbidea: Pasajes - San Sebastián. Longitud: 11 km. Duración: 4:05 horas.[2]
- Etapa 3 - Talaia ibilbidea: San Sebastián - Orio. Longitud: 16.3 km. Duración: 5:15 horas.[3]
- Etapa 4 - Talaia ibilbidea: Orio - Zumaya. Longitud: 16.5 km. Duración: 5:25 horas.[4]
- Etapa 5 - Talaia ibilbidea: Zumaya - Deva. Longitud: 13.6 km. Duración: 4:45 horas.[5]
- Etapa 6 - Talaia ibilbidea: Deva - Saturrarán (Motrico). Longitud: 8.9 km. Duración: 3:10 horas.[6]
- Etapa 7 - Bizkar ibilbidea: Motrico - Éibar: Longitud: 21.5 km. Duración: 8:30 horas.[7]
- Etapa 8 - Bizkar ibilbidea: Éibar - Udala (Mondragón): Longitud: 21.3 km. Duración: 7:50 horas.[8]
- Etapa 9 - Bizkar ibilbidea: Udala (Mondragón) - Salinas de Léniz. Longitud: 26.5 km. Duración: 9:25 horas.[9]
- Etapa 10 - Bizkar ibilbidea: Salinas de Léniz - Aránzazu (Oñate): Longitud: 26.7 km. Duración: 10:35 horas.[10]
- Etapa 11 - Epaipide ibilbidea: Lizarrusti - Amézqueta: Longitud: 17.1 km. Duración: 6:10 horas.[11]
- Etapa 12 - Epaipide ibilbidea: Amézqueta - Berástegui: Longitud: 27.5 km. Duración: 8:30 horas.[12]
- Etapa 13 - Epaipide ibilbidea: Berástegui - Ugaldecho: Longitud: 21.2 km. Duración: 7:00 horas.[13]
- Etapa 14 - Epaipide ibilbidea: Ugaldecho - Arichulegui: Longitud: 19.1 km. Duración: 6:25 horas.[14]
- Etapa 15 - Epaipide ibilbidea: Arichulegui - Behovia: Longitud: 15.2 km. Duración: 4:55 horas.[15]

El recorrido no realiza una vuelta completa a Guipúzcoa, como se ve en la distribución de etapas faltan dos tramos:
- Aránzazu - Lizarrusti: se puede realizar siguiendo el GR 283 - Sendero del Queso Idiazábal.
- Behobia - Fuenterrabía: se puede realizar siguiendo el GR 11 - Senda Pirenaica.